# Кливлендский международный конкурс пианистов
Кливлендский международный конкурс пианистов (англ. The Cleveland International Piano Competition) — международный конкурс академических пианистов, проходящий в американском городе Кливленд. Проводится с 1975 г. раз в два года. На протяжении первых десяти розыгрышей носил имя пианиста Робера Казадезюса, затем название было изменено в связи с изменением системы субсидирования конкурса.

## Лауреаты
| 1975 | Джон Оуингс (США)                                   |
| 1977 | Натали Бера-Тагрин (Франция)                        |
| 1979 | Эдуард Ньюмен (США) (вторая премия — Жан Ив Тибоде) |
| 1981 | Филипп Бьянкони (Франция)                           |
| 1983 | Ан Ён Син (Южная Корея)                             |
| 1985 | Ким Тэ Чжин (Южная Корея)                           |
| 1987 | Тьерри Улье (Франция)                               |
| 1989 | Сергей Бабаян (СССР)                                |
| 1991 | Илья Итин (Россия)                                  |
| 1993 | Амир Кац (Израиль)                                  |
| 1995 | Маргарита Шевченко (Россия)                         |
| 1997 | Пер Тенгстранд (Швеция)                             |
| 1999 | Антонио Помпа-Бальди (Италия)                       |
| 2001 | Роберто Плано (Италия)                              |
| 2003 | Котаро Фукума (Япония)                              |
| 2005 | Хуан Чуфан (Китай)                                  |
| 2007 | Александр Гиндин (Россия)                           |
| 2009 | Мартина Филяк (Хорватия)                            |
| 2011 | Александр Шимпф (Германия)                          |
| 2016 | Никита Мндоянц (Россия)                             |